# Воронин, Эдуард Сергеевич
Эдуард Сергеевич Воронин (28 октября 1928, Великое, Ярославская губерния — 12 марта 1981, Москва) — советский физик, лауреат Государственной премии СССР (1975).

## Биография
Эдуард Сергеевич Воронин родился 28 октября 1928 года в селе Великое (ныне — Ярославской области).
Окончил физический факультет МГУ (1951). Работал там же: старший лаборант, ассистент (1953), старший преподаватель (1957), доцент кафедры волновых процессов (1962—1978); доцент кафедры общей физики и волновых процессов (1978—1981). Читал лекции по теории колебаний.
В 1960—1962 профессор Кабульского университета, читал лекции по физике, организовал несколько учебных лабораторий, подготовил методические материалы по 5 учебным курсам.
Кандидат физико-математических наук (1957). Доктор физико-математических наук (1978). Тема кандидатской диссертации «Исследование условий синхронизации когерентного гетеродина (синхронизация радиоимпульсами)». Тема докторской диссертации «Преобразование частоты как новый метод регистрации инфракрасного излучения».
Умер 12 марта 1981 г. после продолжительной и тяжёлой болезни.

## Область научных интересов
Радиофизика, физика колебаний и волн, нелинейная оптика.
Один из переводчиков учебника:
- Пантел Р. Основы квантовой электроники [Текст] : пер. с англ. / Р. Пантел, Г. Путхоф; пер.: Э. С. Воронин, В. С. Соломатин. — М.: Мир, 1972. — 384 с.

## Награды
Лауреат Государственной премии СССР (1975) в составе коллектива (Э. С. Воронин, Ю. А. Ильинский и В. С. Соломатин) за цикл работ в области прикладной оптики (спецтехника оборонного назначения).
Награждён орденом «Пухани» (Афганистан, 1961), медалью «За доблестный труд», бронзовой медалью ВДНХ и почётной грамотой Верховного Совета РСФСР (1980).